# Kanton Béthune-Nord
Kanton Béthune-Nord (francouzsky Canton de Béthune-Nord) byl francouzský kanton v departementu Pas-de-Calais v regionu Nord-Pas-de-Calais. Tvořilo ho pět obcí. Zrušen byl po reformě kantonů 2014.

## Obce kantonu
- Annezin
- Béthune (severní část)
- Chocques
- Oblinghem
- Vendin-lès-Béthune